# Paul Pietsch
Paul Pietsch (* 20. Juni 1911 in Freiburg im Breisgau; † 31. Mai 2012 in Karlsruhe) war ein deutscher Automobilrennfahrer und Verleger.
Im Gegensatz zu anderen deutschen Fahrern der 1930er Jahre versuchte Paul Pietsch weniger mit den Silberpfeilen von Mercedes-Benz und Auto Union sein Glück, sondern als Privatfahrer mit vorwiegend italienischen Autos. Vor seinem Tod war Paul Pietsch der älteste noch lebende Formel-1-Rennfahrer. Danach war es Robert La Caze (1917–2015).

## Leben
Paul Pietsch war Sohn eines Bierbrauers, der früh starb. Er wuchs bei seiner Mutter in Friedenweiler auf. Nach Abschluss der Handelsschule begann er eine Lehre als Bierbrauer, kaufte sich nach seinem 20. Geburtstag von seinem Erbe einen Bugatti Type 35 B. 1932 begann Pietsch in diesem Fahrzeug, das dem Privatfahrer Heinrich-Joachim von Morgen gehört hatte, seine Karriere bei kleineren Rennen in Deutschland. Zusammen mit den Privatfahrern Hans Lewy aus Dresden und Hans Simons aus Berlin gründete er dazu die Renngemeinschaft PiLeSi. Sein erstes Rennen, am 29. Mai 1932 in Wiesbaden-Erbenheim, verlor er wegen Treibstoffmangel, beim folgenden Kesselbergrennen erreichte er Platz drei. Seine ersten Siege errang Pietsch am 28. August 1932 während des Bergrennens im Riesengebirge sowie am 11. September beim Elbepokal in Leitmeritz in der Tschechoslowakei. 1933 und 1934 gewann er in einem Alfa Romeo etliche weitere Bergrennen; für Erfolge bei den großen Rundstreckenrennen reichte die Kraft seines Autos nicht aus. Zur Saison 1935 verpflichtete ihn die Auto Union AG zusammen mit Bernd Rosemeyer als Nachwuchsfahrer. Nach Problemen mit den heckgetriebenen Sechzehnzylinder-Typ B sowie Unstimmigkeiten mit der Rennleitung verließ Pietsch das Team nach einem Jahr. Ein geteilter dritter Platz 1935 beim Grand Prix von Italien war sein bestes Ergebnis. Ab dem Jahr 1937 fuhr Pietsch wieder einen privaten Maserati. Beim Grand Prix von Deutschland 1939 hatte er seine Sternstunde: In der zweiten Runde setzte er sich an die Spitze, konnte das Rennen gegen die Silberpfeile wegen Brems- und Zündproblemen nicht gewinnen, jedoch den dritten Platz ins Ziel retten.
Am 2. Januar 1940 wurde Pietsch zum Militär eingezogen und im Krieg zweimal verwundet. Nach seiner Rückkehr aus der Gefangenschaft begann 1946 für ihn eine zweite Karriere als Verleger.
Im Motorsport nach dem Zweiten Weltkrieg fuhr er vorwiegend Sportwagen- und Formel-2-Rennen in Deutschland. Am 11. Juni 1950 gewann er beim Eifelrennen auf dem Nürburgring vor Helm Glöckler die Sportwagenklasse bis 1500 cm³ und im selben Jahr wurde er auf seinem Veritas RS Deutscher Meister in dieser Klasse. 1951 gelang ihm mit Siegen beim Eifelrennen auf dem Nürburgring und beim Bergrennen am Schauinsland der Titelgewinn in der Formel-2-Klasse mit seinem Veritas Meteor. Sporadisch trat er auch bei Formel-1-Weltmeisterschaftsläufen an. Beim Großen Preis von Deutschland 1951 fuhr er einen Werkswagen von Alfa Romeo; ein Unfall beendete dieses Rennen. Nach einem schweren Trainingsunfall am 28. September 1952 bei einem Formel-2-Rennen auf der AVUS zog er sich vom Rennsport zurück.
Pietsch konzentrierte sich seitdem auf die Verlegertätigkeit; er gab zahlreiche Motorsportzeitschriften und Bücher heraus und war Mitgründer des Verlags Motor Presse Stuttgart. Die Paul Pietsch Verlage umfassen zudem den Motorbuch Verlag und die Verlage pietsch, Müller Rüschlikon und transpress sowie den Schweizer Partnerverlag Bucheli.
1976 verlegte Pietsch seinen Wohnsitz von Stuttgart nach Titisee-Neustadt und zog sich aus dem Tagesgeschäft zurück. 1991 wurde ihm die Wirtschaftsmedaille des Landes Baden-Württemberg verliehen. 2001 ernannte ihn die Stadt Titisee-Neustadt zum Ehrenbürger. Ein Weg in Neustadt trägt seinen Namen.
Seit 1989 wird der International Paul Pietsch Award für innovative technische Entwicklungen im Automobilbereich verliehen. Voraussetzungen für die Nominierung sind Innovation und Serienreife sowie ein nachvollziehbarer Nutzwert für die Kunden in den Bereichen Umwelt, Komfort, Sicherheit und Wirtschaftlichkeit.
Zu seinem 100. Geburtstag fand vom 17. bis 19. Juni eine Rallye mit 100 Fahrzeugen aus verschiedenen Jahrzehnten von Freiburg nach Stuttgart statt.
Pietsch starb am 31. Mai 2012 im Alter von 100 Jahren in Karlsruhe.
Sein Sohn Peter-Paul Pietsch ist als Manager im Verlag tätig und betreibt Motorsport in der VLN Langstreckenmeisterschaft Nürburgring. Seine Tochter Patricia Scholten leitet die Paul Pietsch Verlage in Stuttgart.

## Beisetzung
Dem Wunsch von Paul Pietsch, seine Asche auf dem Neustädter Allmendfriedhof neben seiner Ehefrau Dolores (1925–1991) zu begraben, stand die Friedhofssatzung der Stadt entgegen. Sie verbietet seit 30. Oktober 2009 Bestattungen in Wahlgräbern auf dem alten Friedhof. Angehörige Pietschs schlossen eine Bestattung auf dem neueren Friedhof am Stalter aus.
Am 25. September 2012 beschloss der Gemeinderat die Änderung der Friedhofssatzung. Nun können in der Friedhofskapelle des alten Friedhofs Urnenbeisetzungen von Ehrenbürgern und ihren Ehegatten durchgeführt werden. Am Familiengrab seiner Ehefrau wurden Pietschs Geburts- und Todestag hinzugefügt.

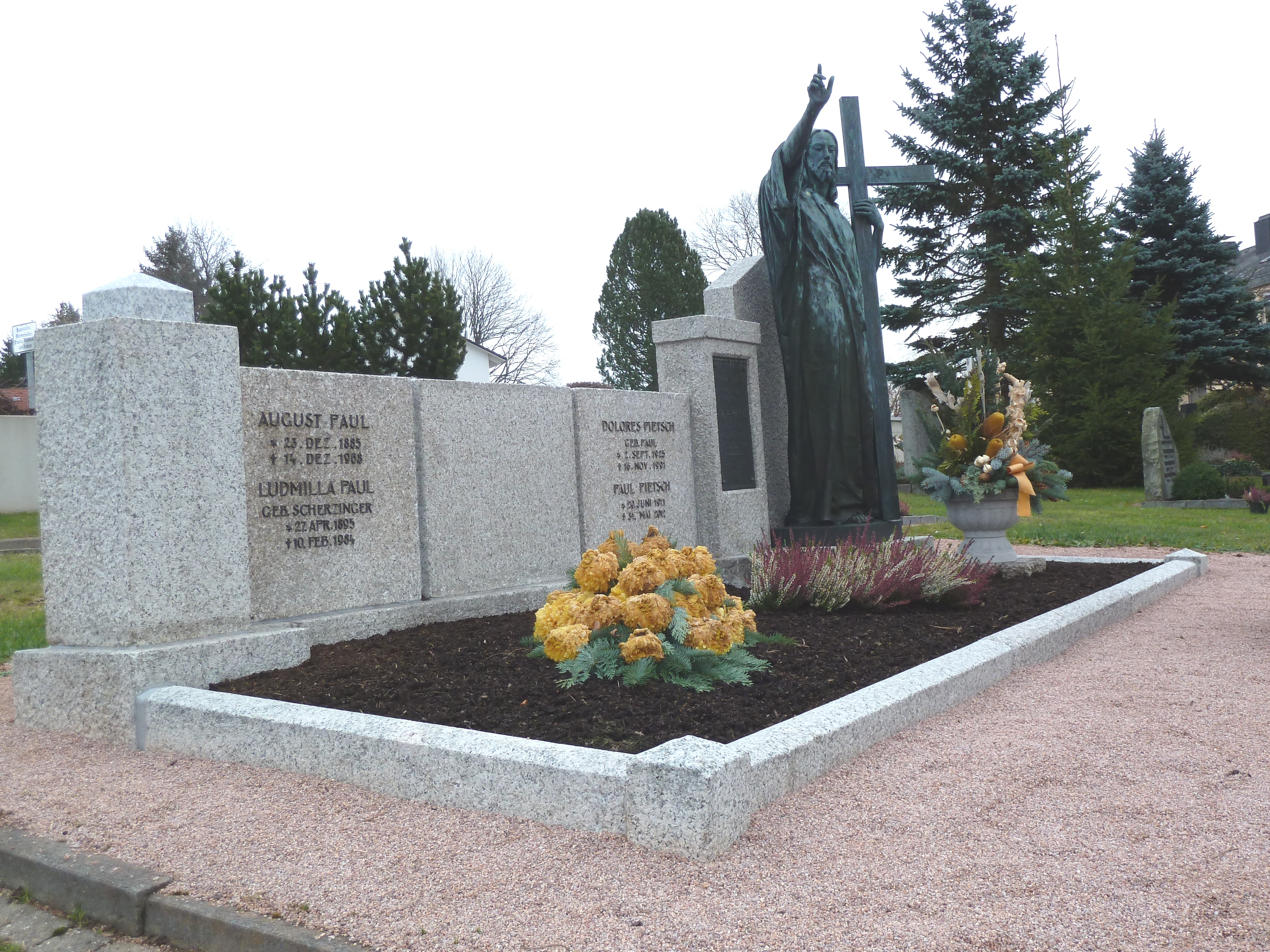
Familiengrab von Pietschs Ehefrau
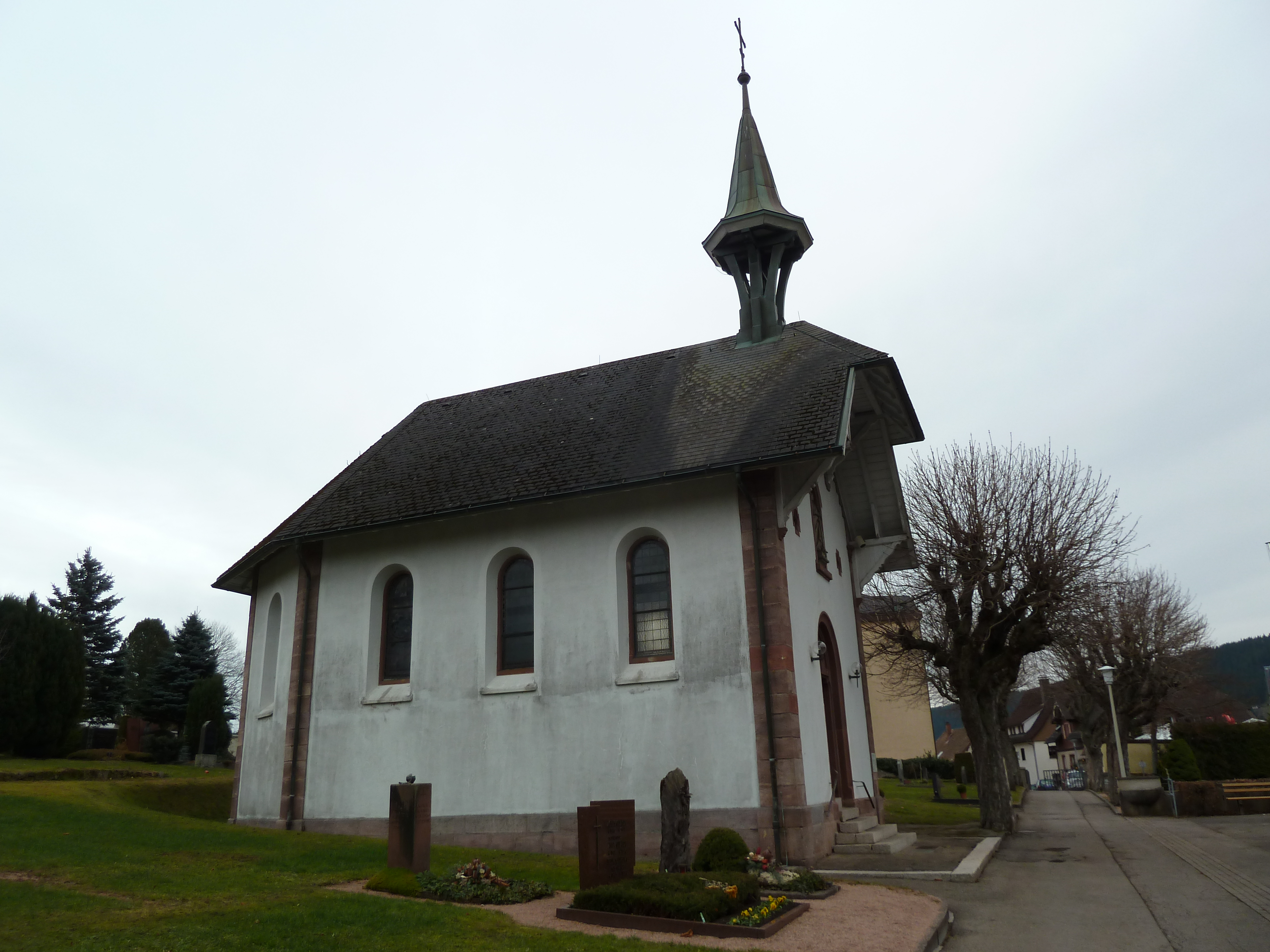
Denkmalgeschützte Kapelle auf dem Alten Friedhof

## Statistik

### Statistik in der Automobil-Weltmeisterschaft

#### Gesamtübersicht
| Saison | Team                | Chassis             | Motor              | Rennen | Siege | Zweiter | Dritter | Poles | schn. Rennrunden | Punkte | WM-Pos. |
| ------ | ------------------- | ------------------- | ------------------ | ------ | ----- | ------- | ------- | ----- | ---------------- | ------ | ------- |
| 1950   | Paul Pietsch        | Maserati 4CLT/48    | Maserati 1.5 L4s   | 1      | −     | −       | −       | −     | −                | −      | NC      |
| 1951   | Alfa Romeo SpA      | Alfa Romeo Tipo 159 | Alfa Romeo 1.5 L8s | 1      | −     | −       | −       | −     | −                | −      | NC      |
| 1952   | Motor-Presse-Verlag | Veritas Meteor      | Veritas 2.0 L6     | 1      | −     | −       | −       | −     | −                | −      | NC      |
| Gesamt | Gesamt              | Gesamt              | Gesamt             | 3      | −     | −       | −       | −     | −                | −      |         |

#### Einzelergebnisse
| Saison | 1 | 2 | 3 | 4 | 5   | 6   | 7 | 8 |
| ------ | - | - | - | - | --- | --- | - | - |
| 1950   |   |   |   |   |     |     |   |   |
|        |   |   |   |   |     | DNF |   |   |
| 1951   |   |   |   |   |     |     |   |   |
|        |   |   |   |   | DNF |     |   |   |
| 1952   |   |   |   |   |     |     |   |   |
|        |   |   |   |   | DNF |     |   |   |

| Legende  | Legende            | Legende                                                          |
| Farbe    | Abkürzung          | Bedeutung                                                        |
| -------- | ------------------ | ---------------------------------------------------------------- |
| Gold     | –                  | Sieg                                                             |
| Silber   | –                  | 2. Platz                                                         |
| Bronze   | –                  | 3. Platz                                                         |
| Grün     | –                  | Platzierung in den Punkten                                       |
| Blau     | –                  | Klassifiziert außerhalb der Punkteränge                          |
| Violett  | DNF                | Rennen nicht beendet (did not finish)                            |
| Violett  | NC                 | nicht klassifiziert (not classified)                             |
| Rot      | DNQ                | nicht qualifiziert (did not qualify)                             |
| Rot      | DNPQ               | in Vorqualifikation gescheitert (did not pre-qualify)            |
| Schwarz  | DSQ                | disqualifiziert (disqualified)                                   |
| Weiß     | DNS                | nicht am Start (did not start)                                   |
| Weiß     | WD                 | zurückgezogen (withdrawn)                                        |
| Hellblau | PO                 | nur am Training teilgenommen (practiced only)                    |
| Hellblau | TD                 | Freitags-Testfahrer (test driver)                                |
| ohne     | DNP                | nicht am Training teilgenommen (did not practice)                |
| ohne     | INJ                | verletzt oder krank (injured)                                    |
| ohne     | EX                 | ausgeschlossen (excluded)                                        |
| ohne     | DNA                | nicht erschienen (did not arrive)                                |
| ohne     | C                  | Rennen abgesagt (cancelled)                                      |
| ohne     | keine WM-Teilnahme |                                                                  |
| sonstige | P/fett             | Pole-Position                                                    |
| sonstige | 1/2/3/4/5/6/7/8    | Punktplatzierung im Sprint-/Qualifikationsrennen                 |
| sonstige | SR/kursiv          | Schnellste Rennrunde                                             |
| sonstige | *                  | nicht im Ziel, aufgrund der zurückgelegten Distanz aber gewertet |
| sonstige | ()                 | Streichresultate                                                 |
| sonstige | unterstrichen      | Führender in der Gesamtwertung                                   |